# Medicosma petiolaris
Medicosma petiolaris är en vinruteväxtart som beskrevs av Thomas Gordon Hartley. Medicosma petiolaris ingår i släktet Medicosma och familjen vinruteväxter. Inga underarter finns listade i Catalogue of Life.